# Fulenbach
Fulenbach ist eine politische Gemeinde des Bezirks Olten im Kanton Solothurn in der Schweiz.

## Geographie
Fulenbach liegt auf 429 m ü. M., 10 km südwestlich des Bezirkshauptortes Olten (Luftlinie). Das Dorf erstreckt sich auf einer Schotterterrasse nördlich der Aare, gegenüber dem aargauischen Murgenthal, im so genannten Aaregäu des Solothurner Mittellandes.
Die Fläche des 4,5 km² grossen Gemeindegebiets umfasst einen Abschnitt des Aaretals im Schweizer Mittelland. Die südliche und östliche Gemeindegrenze verläuft entlang der Aare, die hier in einem Tal rund 30 m tiefer als die umliegenden Schotterterrassen fliesst. Auch der nur wenig unterhalb von Fulenbach mündende linke Seitenbach ist leicht in diese Geländeterrasse eingetieft. Der Hauptteil der Gemeindefläche wird von dieser kaum reliefierten Terrasse eingenommen, die im Nahbereich des Dorfes von Acker- und Wiesland, im nördlichen Teil von ausgedehnten Wäldern (Foreban) bestanden ist. Die höchste Erhebung von Fulenbach wird mit 432 m ü. M. bei der Aussensiedlung Ewigkeit erreicht. Von der Gemeindefläche entfielen 1997 14 % auf Siedlungen, 30 % auf Wald und Gehölze, 53 % auf Landwirtschaft, und etwas mehr als 3 % war unproduktives Land.
Zu Fulenbach gehören das Quartier Stadtacker nahe dem Aareübergang, die Aussensiedlungen Ewigkeit (432 m ü. M.) und Färch (430 m ü. M.) auf der Schotterterrasse und einige Einzelhöfe. Nachbargemeinden von Fulenbach sind Wolfwil, Neuendorf, Härkingen und Boningen im Kanton Solothurn sowie Murgenthal im Kanton Aargau.

## Bevölkerung
Einwohnerzahlen: Volkszählungsdaten
Mit 1808 Einwohnern (Stand 31. Dezember 2023) gehört Fulenbach zu den mittelgrossen Gemeinden des Kantons Solothurn. Von den Bewohnern sind 93,9 % deutschsprachig, 2,1 % albanischsprachig, und 0,7 % sprechen Italienisch (Stand 2000).

## Geschichte
Die erste urkundliche Erwähnung des Ortes erfolgte 1226 unter dem Namen Vulenbah. Später erschienen die Bezeichnungen Fulenbach (1260) und Fulenbac (1263). Der Ortsname leitet sich ursprünglich von einem Gewässernamen ab. Das althochdeutsche Wort ful hat die Bedeutung von träge, verwesend, weswegen der Dorfname als am träge dahinfliessenden/stinkenden Bach gedeutet werden kann.
Seit dem Mittelalter gehörte Fulenbach zum Besitz der Grafen von Frohburg und war Teil der Herrschaft Fridau, die nach einer abgegangenen frohburgischen Kleinstadt am Aareübergang südlich des Dorfes benannt war. Es erlebte dasselbe Schicksal wie die Herrschaft Fridau und geriet 1463 unter die direkte Herrschaft der Stadt Solothurn, wobei es dem Niederen Amt der Vogtei Bechburg zugeordnet wurde. Nach dem Zusammenbruch des Ancien Régime (1798) gehörte Fulenbach während der Helvetik zum Verwaltungsbezirk Solothurn und ab 1803 zum Bezirk Olten. Der seit dem 15. Jahrhundert nachgewiesene Fährbetrieb am Aareübergang wurde 1863 mit der Einweihung der gedeckten Holzbrücke über den Fluss eingestellt.
Kirchlich bildete Fulenbach bereits 1253 eine selbständige Pfarrei, wurde aber von 1547 bis 1679 nacheinander von Hägendorf, Kestenholz und Wolfwil aus betreut. Seither ist es wieder eine eigenständige Kirchgemeinde.

Historisches Luftbild von Walter Mittelholzer von 1923

## Wirtschaft
Fulenbach war bis weit ins 20. Jahrhundert hinein eine vorwiegend durch die Landwirtschaft geprägte Gemeinde. Noch heute haben der Ackerbau, der Obstbau sowie die Viehzucht und die Forstwirtschaft einen gewissen Stellenwert in der Erwerbsstruktur der Bevölkerung. Weitere Arbeitsplätze sind im lokalen Kleingewerbe und im Dienstleistungssektor vorhanden. In Fulenbach sind heute Betriebe des Bau- und Transportgewerbes, des Metallbaus, der Werbebranche, Schreinereien und Handelsfirmen vertreten. In den letzten Jahrzehnten hat sich Fulenbach zu einer Wohngemeinde entwickelt. Viele Erwerbstätige sind deshalb Wegpendler, die hauptsächlich in den Regionen Olten und Langenthal arbeiten.

## Verkehr
Die Gemeinde ist verkehrstechnisch recht gut erschlossen. Sie liegt an einer Verbindungsstrasse von Murgenthal nach Hägendorf. Der nächste Anschluss an die Autobahn A1 (Bern–Zürich) befindet sich rund 6 km vom Ortskern entfernt. Durch einen Postautokurs, welcher die Strecke von Olten via Wolfwil nach Oensingen bedient, ist Fulenbach an das Netz des öffentlichen Verkehrs angebunden. Auf der gegenüberliegenden Seite der Aare befindet sich der Bahnhof Murgenthal an der Strecke Olten-Bern.

## Sehenswürdigkeiten
Zu den Sehenswürdigkeiten von Fulenbach gehören der Hirschpark, das Chäppeli (kleine Kapelle) und die Aarebrücke. Das Chäppeli, eigentlich die Mariahilf-Kapelle (1697 erbaut), steht an der Stelle der im 13. Jahrhundert von den Grafen von Frohburg gestifteten Stephanskirche. Die heutige Dorfkirche Sankt Stephan wurde 1955 erbaut; ferner gibt es noch eine Kapelle Sankt Stephan.

## Bilder

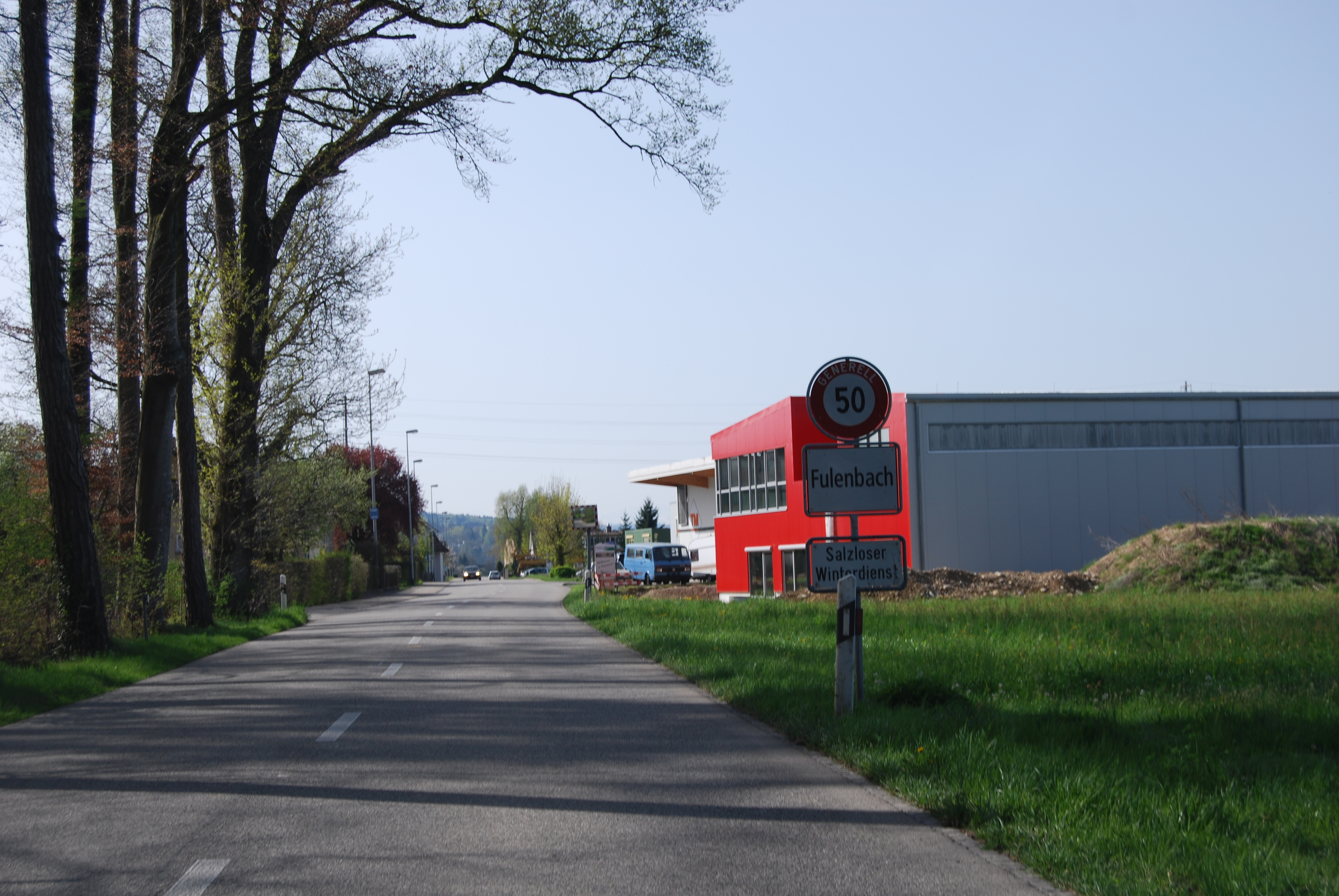
Dorfeingang von Härkingen her kommend
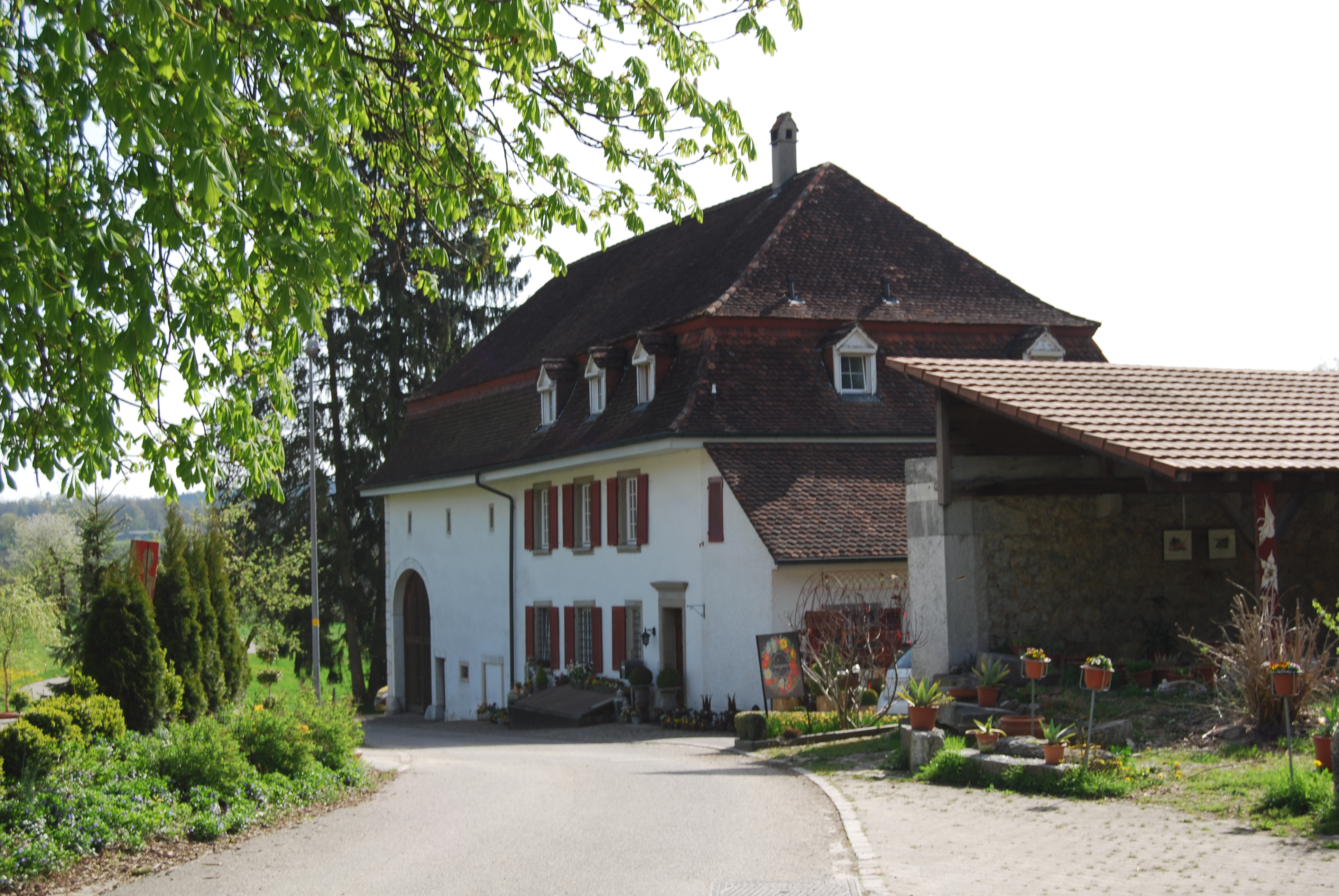
Altes Pfarrhaus
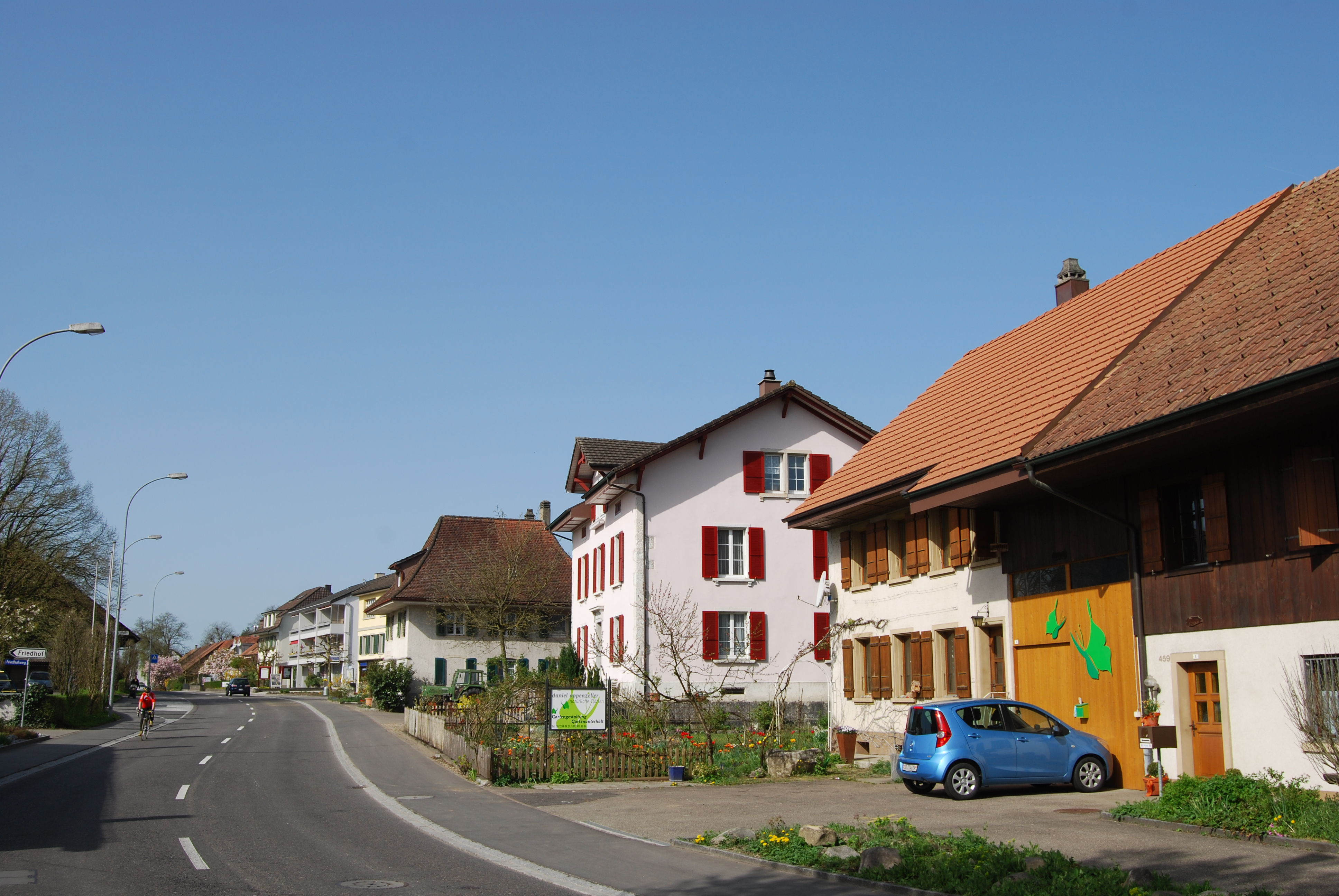
Strasse im Dorfzentrum
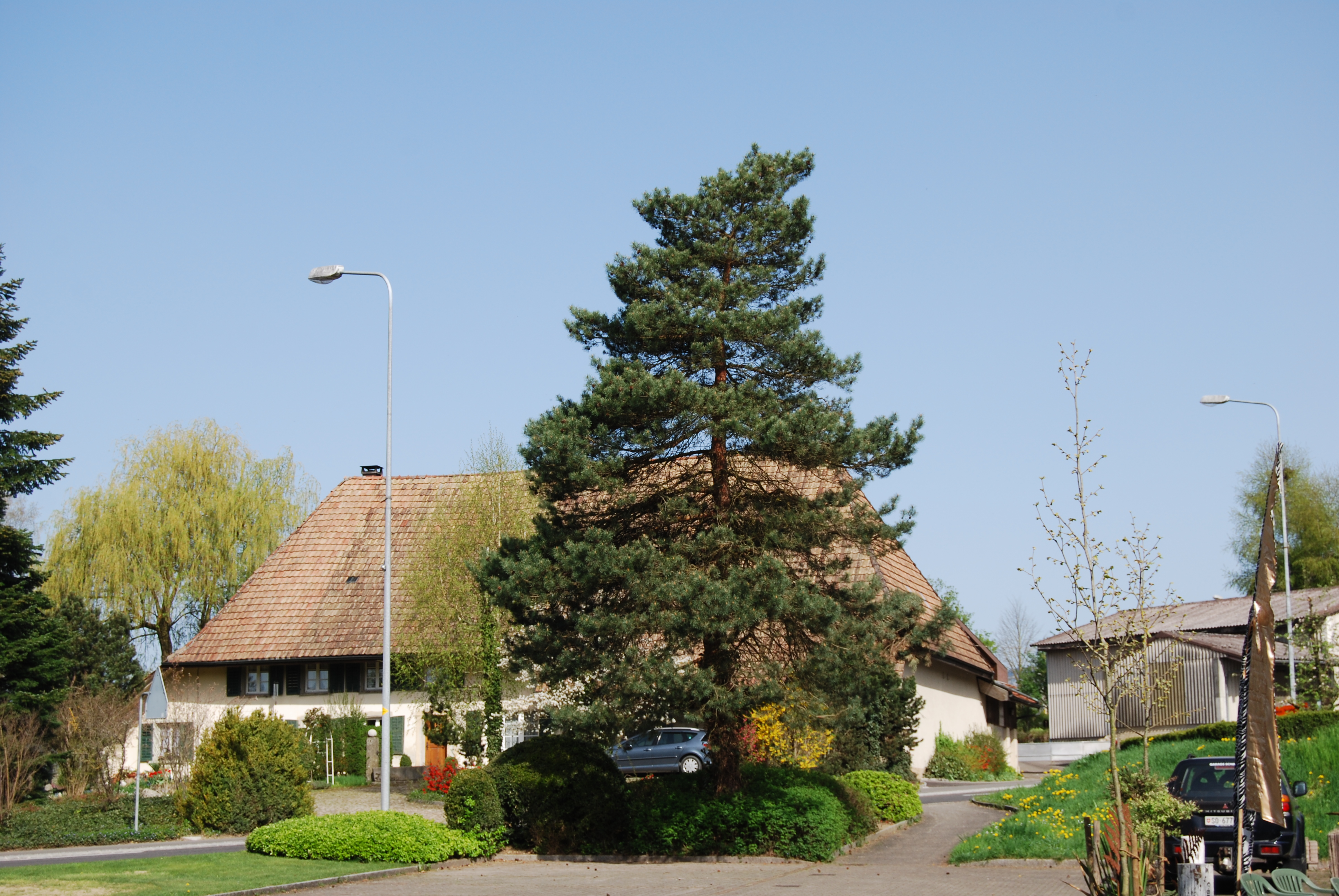
Altes Bauernhaus im Dorfzentrum
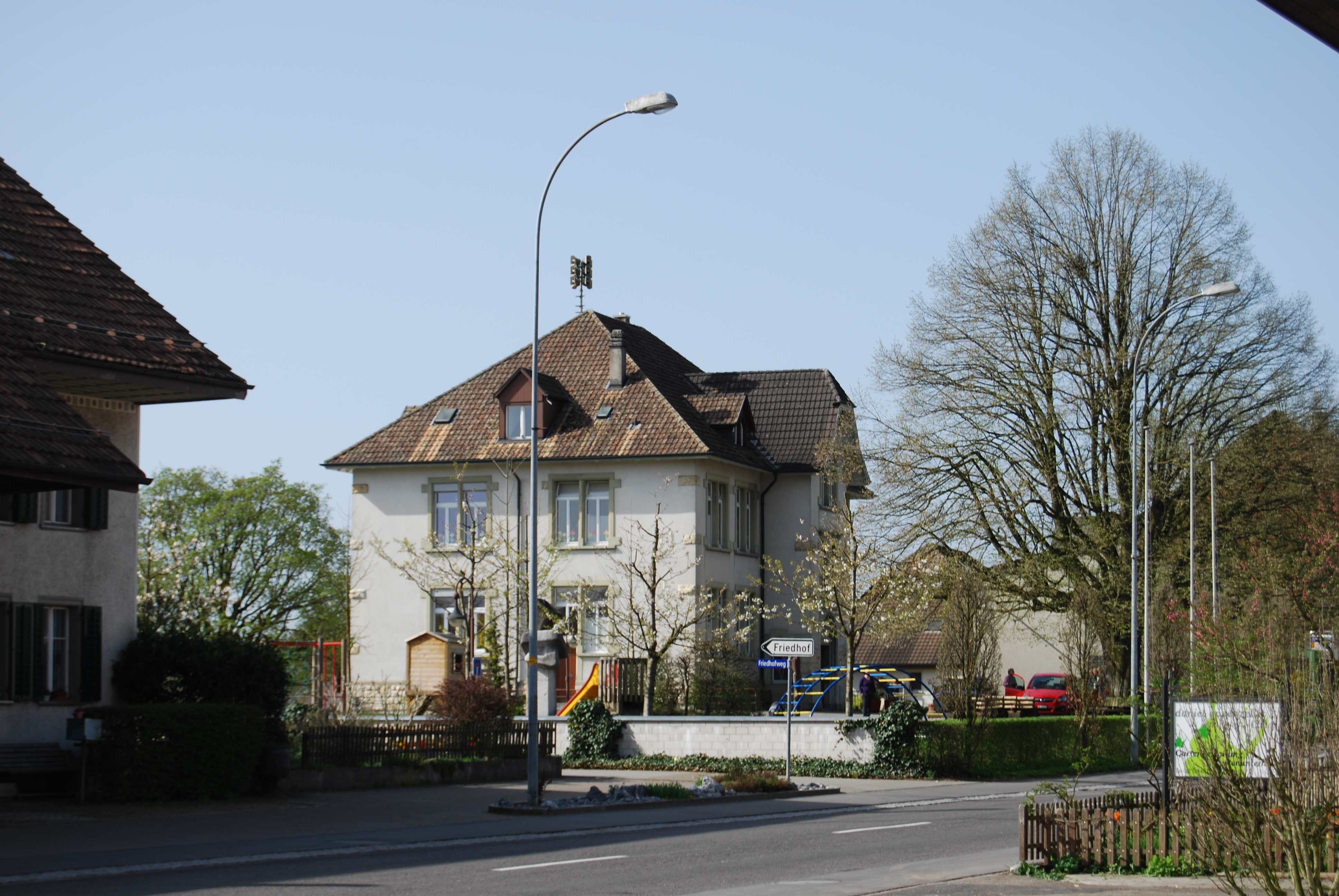
Schulhaus
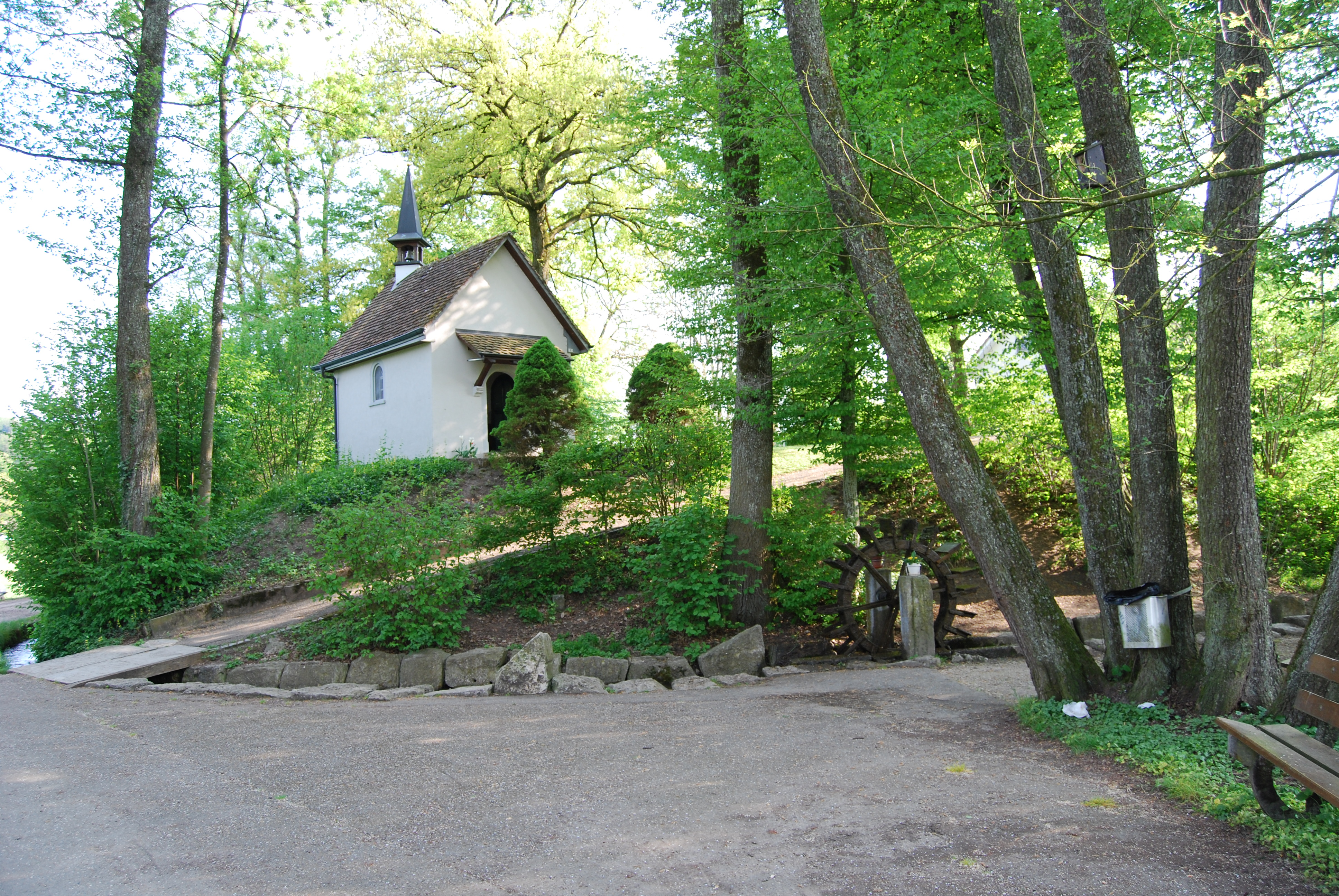
Kapelle Mariahilf "Chäppeli"
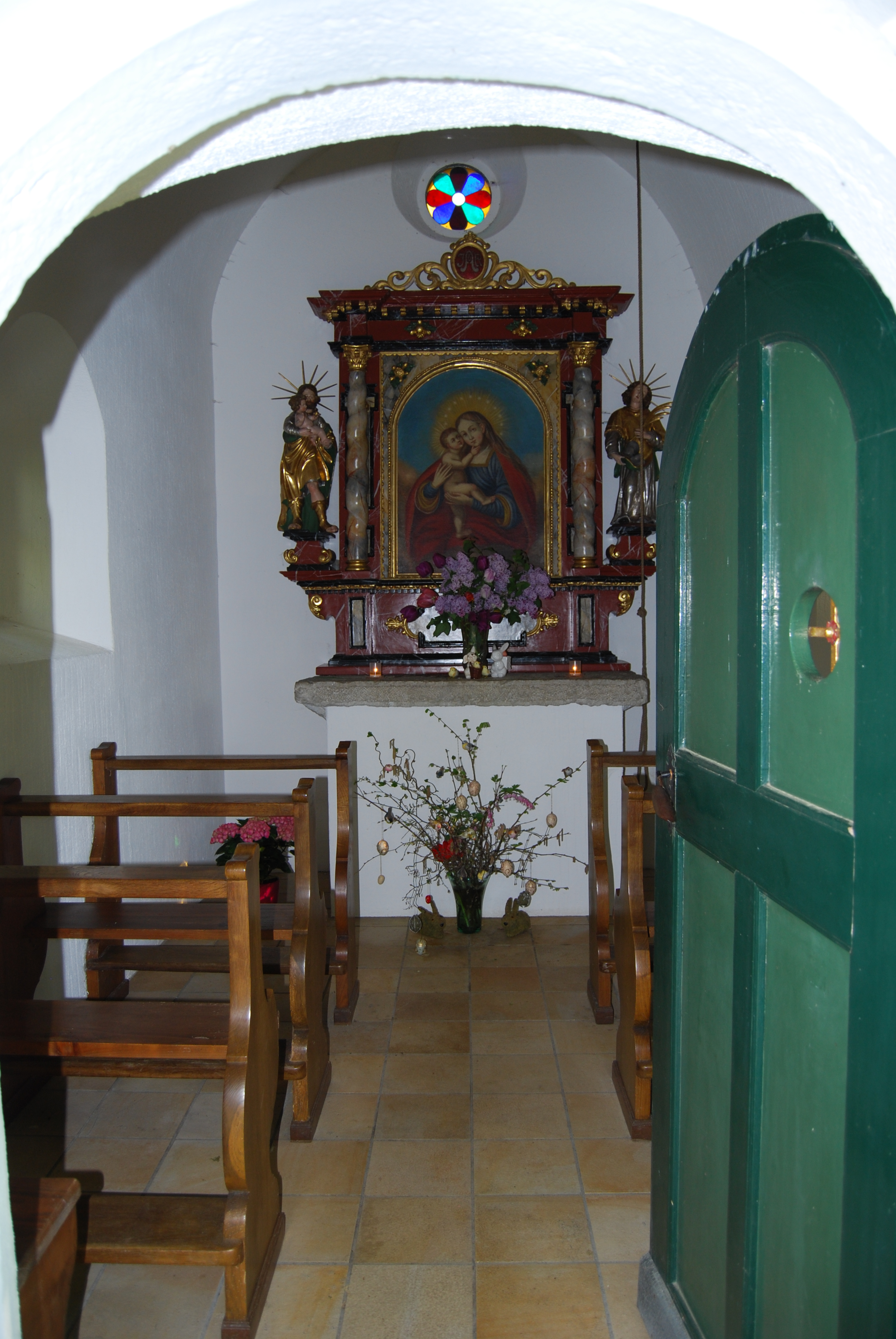
Kapelle Mariahilf "Chäppeli"
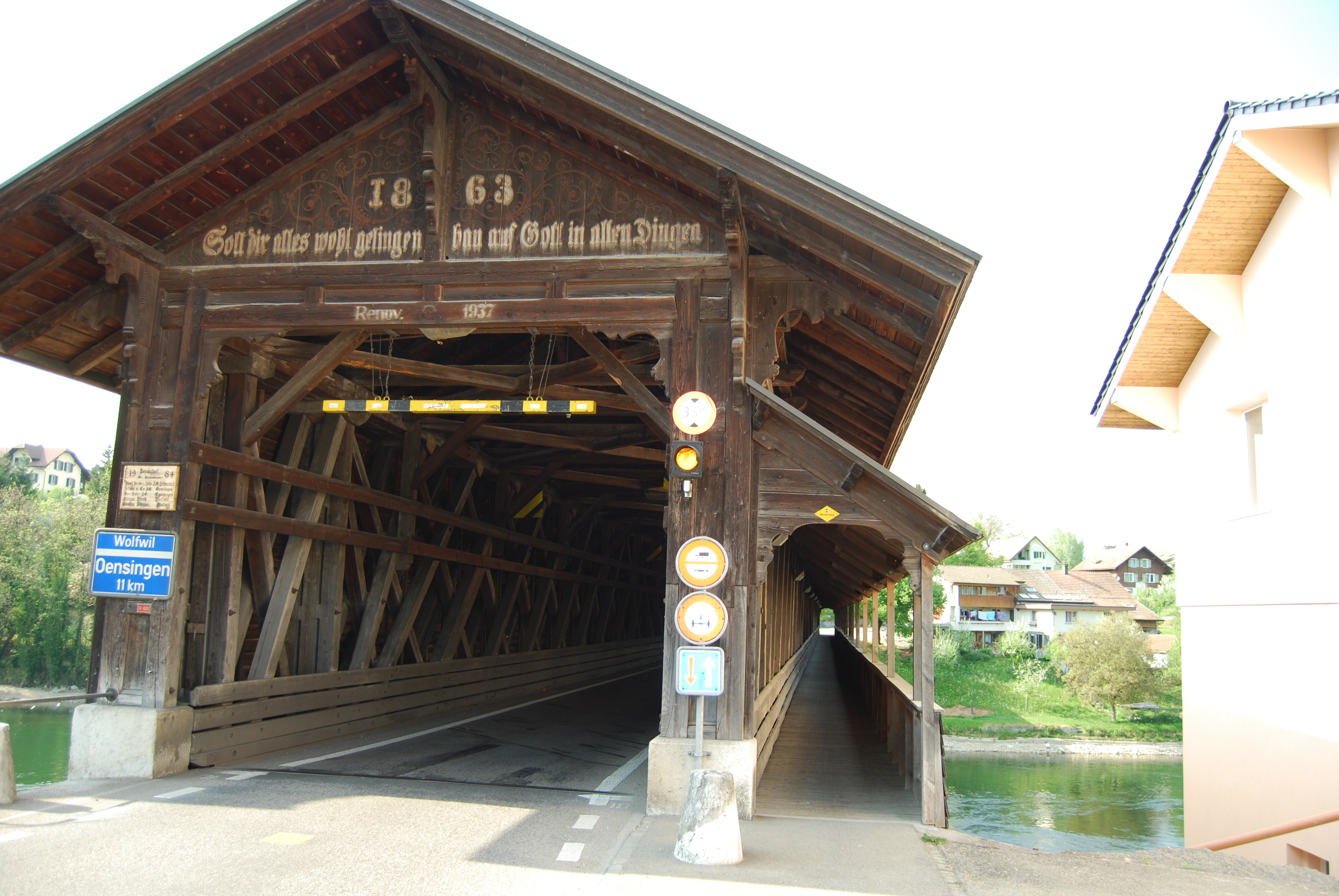
Holzbrücke von Murgenthal nach Fulenbach
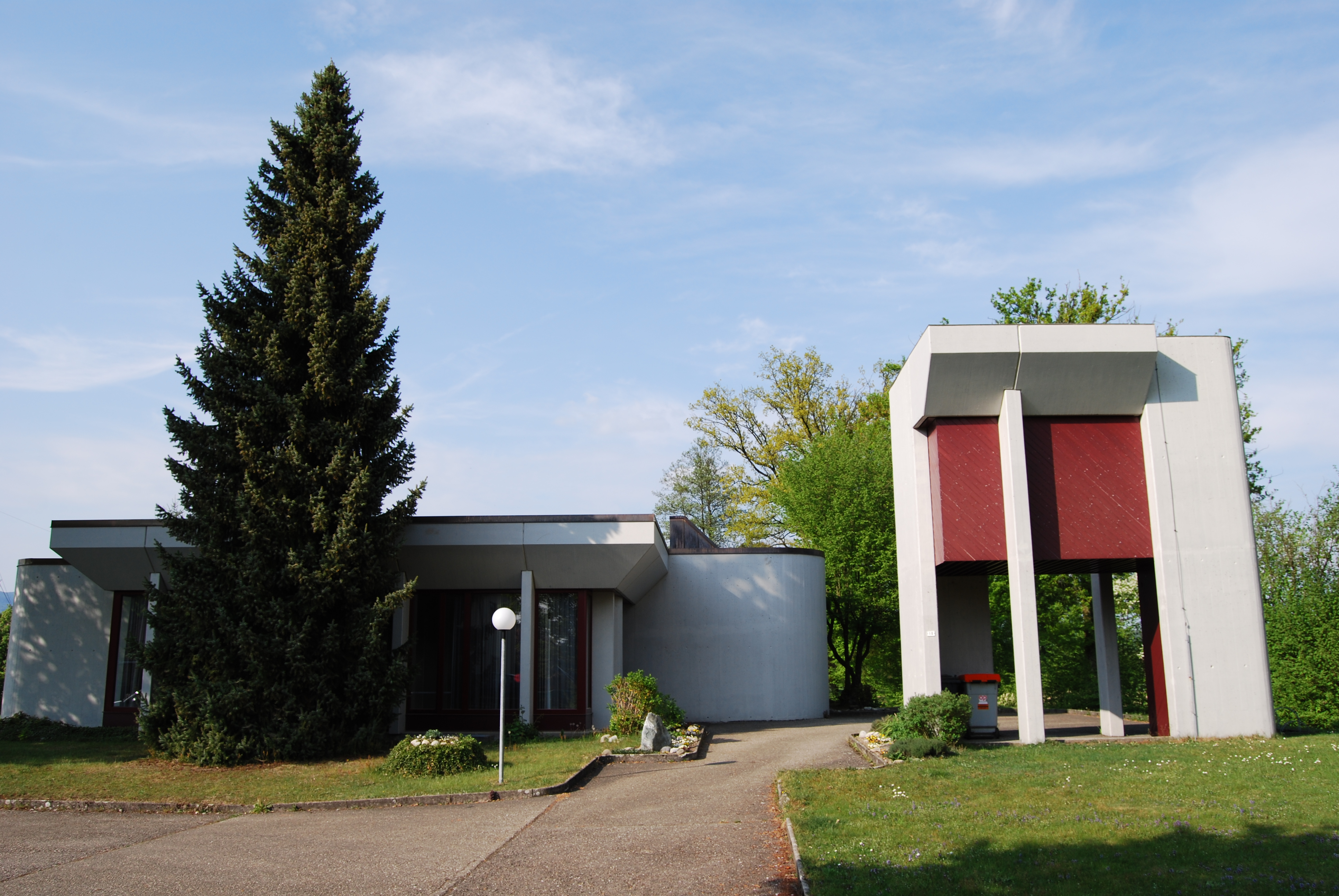
Reformierte Kirche

## Persönlichkeiten
National bekannt wurde Fulenbach durch den Komponisten Stephan Jaeggi (1903–1957), der unter anderem den General-Guisan-Marsch und den Solothurnermarsch komponiert hat. Ebenfalls in Fulenbach geboren wurden Beat Jäggi (Mundartschriftsteller), Alfons Wiss (Bildhauer), Franz Anatol Wyss (Radierer und Kunstmaler) und Roman Candio (Kunstmaler). International bekannt wurde Fernando von Arb als Gitarrist der Solothurner Rockband Krokus.

## Wappen
Blasonierung
Durch Wellenlinien zweimal geteilt von Blau mit gelbem sechsstrahligem Stern, von Weiss und von Grün